# Долина Виш-Тон-Виш
«Долина Виш-Тон-Виш» или «Плакальщица из Виш-Тон-Виша» (англ. The Wept of Wish-ton-Wish) — историко-приключенческий роман американского писателя Джеймса Фенимора Купера, опубликованный в 1829 году. Относится к малоизвестным произведениям этого писателя.

## Сюжет
Действие романа происходит во второй половине XVII века в английской колонии Коннектикут в Северной Америке, в посёлке Виш-Тон-Виш. Главные герои — семья колонистов Хиткотов. Живший в этой семье пленный индеец Конанчет сбегает, взяв с собой маленькую Руфь Хиткот. Спустя 10 лет он возглавляет набег на Виш-Тон-Виш. Хиткоты попадают в плен, Конанчет, к тому времени женатый на Руфи, спасает их от смерти, но верховный индейский вождь, узнав об этом, казнит его. Вместе с Конанчетом погибает его жена, а потом умирает от горя её мать, «плакальщица из Виш-Тон-Виша».

## Создание и оценки
Джеймс Фенимор Купер создал очередной роман об индейцах во время своего европейского путешествия. Идея пришла ему в голову в Париже, работа над романом велась в Швейцарии и закончилась во Флоренции. При подготовке книги к печати писатель столкнулся с серьёзными трудностями из-за дефицита английских наборщиков, но в 1829 году книга всё же вышла одновременно в Лондоне, Париже и Филадельфии.
В Америке выход романа остался практически незамеченным. Вышла только одна рецензия (в журнале «Сатзерн ревью», Чарльстон, Южная Каролина), автор которой охарактеризовал книгу как явно неудачную. Критик обвинил Купера в подражании Вальтеру Скотту и Кэтрин Сэджвик, заявил, что писатель «топчется на поле своих былых успехов», и призвал его «оставить поле, которое уже ничего не сможет произвести при его методе обработки». По словам биографа Купера Сергея Иванько, «это было самое критическое выступление о романах Купера в американской печати 20-х годов XIX века».
В Европе «Долина Виш-Тон-Виш» получила намного более тёплый приём. Тем не менее она осталась одним из малоизвестных романов Купера. Позже звучали комплиментарные оценки: американский литературовед Р. Дэвис в 1970 году написал, что в этой книге автор «некоторые вещи делает неплохо, а иные — превосходно», русский исследователь Александр Ващенко в 2000 году назвал «Долину» одним из наиболее примечательных произведений Купера среди тех, что остаются забытыми. Это первое из произведений американской литературы, посвящённых пуританам, в ней ставится важная для американской истории проблема возможности сосуществования переселенцев и индейцев. Специалисты констатируют, что в романе есть ряд ярких, запоминающихся эпизодов, но при этом заметны проблемы с композицией.